# Shōni (Klan)
Die Shōni (jap. 少弐氏, Shōni-shi) waren ein Klan, der von den Fujiwara abstammte, ihre Heimat war Kyūshū in Japan.

## Geschichte

### Heian-Zeit
Vor der Kamakura-Zeit war die Bezeichnung „Shōni“ ein Titel innerhalb der militärischen Sonderverwaltungszone des Dazaifu auf von Kyūshū, die im Ritsuryō-System dem administrativ dem Settsu-shiki unterstand. „Unterer Vasall“, der direkte Grad unter dem Daini (大児). Da diese Position aber durch Familienmitglieder der Fujiwara dominiert wurde, bürgerte sich der erbliche Titel als Familienname ein.

### Kamakura-Zeit
Als Minamoto Yoritomo im Jahr 1185 das erste Shogunat in Kamakura einrichtete änderte er die Organisation der Verwaltung von Kyūshū. Der Posten des Chinzei Bugyō ersetzte den Daini, und der Shōni-Posten verlor seine vorherige Bedeutung. Allerdings verblieben viele Familienmitglieder in einigen anderen einflussreichen Ämtern der Region.
Als einer der drei großen Klans der Insel zusammen mit den Mōri und den Shimazu spielten sie eine wichtige Rolle bei der Abwehr der zwei Mongolen-Invasionen 1274 und 1281, wobei ihnen auch der Kamikaze zu Hilfe kam.

### Muromachi-Zeit
Später schlossen sie sich in der Muromachi-Zeit dem Nordhof und damit dem nächsten Shogun Ashikaga Takauji an (siehe Nanboku-chō).

### Sengoku-Zeit
Nach mehrfacher Niederlage gegen die Ōuchi verloren sie fast ihre gesamten Ländereien und wurden durch die Ryūzōji schließlich ausgelöscht.

## Wichtige Persönlichkeiten
- Shōni Tsunesuke (1226–1289), bekämpfte die Mongolen
- Shōni Kagesuke (bis 1285), bekämpfte die Mongolen
- Shōni Yorihisa, kämpfte mit Ashikaga Takauji
- Shōni Sukemoto (1497–1532)
- Shōni Tokinao – Sohn von Sukemoto, letztes Oberhaupt